# Alain Macle
Alain Lucien Macle (* 18. April 1944 in Les Rousses; † 21. März 2020 in Pontarlier) war ein französischer Skispringer.

## Werdegang
Sein internationales Debüt gab Macle bei der Vierschanzentournee 1963/64. Nachdem er aber in allen Springen der Weltspitze hinterhersprang, belegte er am Ende der Tournee nur Rang 42 der Gesamtwertung. Noch schlechter verlief für ihn die Vierschanzentournee 1964/65, bei der er nur 75. wurde. Verschuldet war dies jedoch dem Umstand, dass er nur das Springen auf der Schattenbergschanze in Oberstdorf bestritt.
Mit der Vierschanzentournee 1965/66 bestritt Macle erstmals alle vier Springen und erreichte dabei in Bischofshofen auf der Paul-Außerleitner-Schanze mit Rang 25 erstmals einen Rang unter den Top 30. Die Tournee beendete er auf Platz 23 der Gesamtwertung. Bei der Nordischen Skiweltmeisterschaft 1966 in Oslo erreichte Macle von der Normalschanze nach Sprüngen auf 68,5 und 69 Meter den 47. Platz und von der Großschanze nach Sprüngen auf 72 und 72,5 Metern Rang 57.
Nachdem er die Vierschanzentournee 1966/67 und die Vierschanzentournee 1967/68 nur auf den Plätzen 40 und 29 der Gesamtwertung abgeschlossen hatte, startete er bei den Olympischen Winterspielen 1968 in Grenoble. Von der Normalschanze sprang Macle dabei auf den 18. Platz, von der Großschanze auf den 17. Platz.
Im Verlauf der Vierschanzentournee 1968/69 landete er mit Rang 23 in Oberstdorf und Rang 24 in Bischofshofen auf seinen bis dahin besten Einzelplatzierungen im Rahmen der Tournee. Steigern konnte er sich bei der ein Jahr später folgenden Vierschanzentournee 1969/70, die zudem seine erfolgreichste Tournee im Laufe seiner Karriere wurde. Nachdem er auf der Bergiselschanze in Innsbruck mit Rang 19 erstmals in den Top 20 landete konnte er mit Platz 15 in Bischofshofen sein bestes Einzelresultat bei der Vierschanzentournee erreichen. In der Gesamtwertung landete er auf dem 18. Platz. 1969 gewann Macle seinen ersten und einzigen französischen Meistertitel.
Bei der Nordischen Skiweltmeisterschaft 1970 in Štrbské Pleso war er für den Start von der Normalschanze gemeldet, trat aber als einziger Springer nicht beim Wettbewerb an.
Bei der Vierschanzentournee 1970/71 und der Vierschanzentournee 1971/72 konnte er nicht mehr an die Erfolge aus der Saison 1969/70 anknüpfen. Seinen letzten internationalen Auftritt hatte Macle bei den Olympischen Winterspielen 1972 in Sapporo. Dort gelang ihm im Einzel von der Normalschanze der Sprung auf Rang 53, bevor er von der Großschanze auf Rang 50 springen konnte.

## Erfolge

### Vierschanzentournee-Platzierungen
| Saison  | Platz | Punkte |
| ------- | ----- | ------ |
| 1963/64 | 42.   | 703,7  |
| 1964/65 | 75.   | 159,5  |
| 1965/66 | 23.   | 725,4  |
| 1966/67 | 40.   | 692,6  |
| 1967/68 | 29.   | 729,5  |
| 1968/69 | 26.   | 728,1  |
| 1969/70 | 18.   | 832,6  |
| 1970/71 | 38.   | 770,7  |
| 1971/72 | 45.   | 791,1  |